# Köte

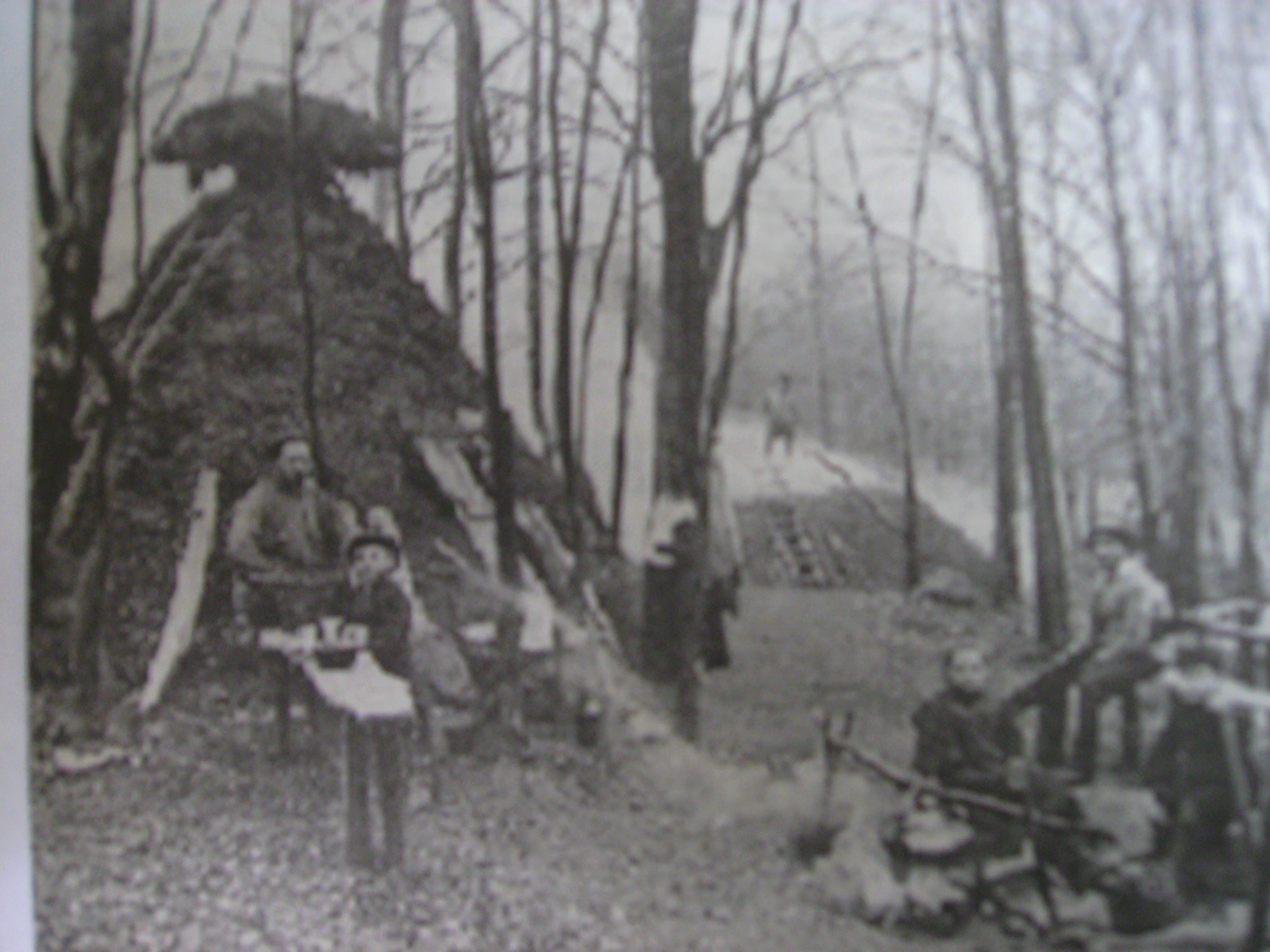
Köte und Kohlenmeiler mit Köhlern bei der Arbeit (Wende 19./20. Jahrhundert)

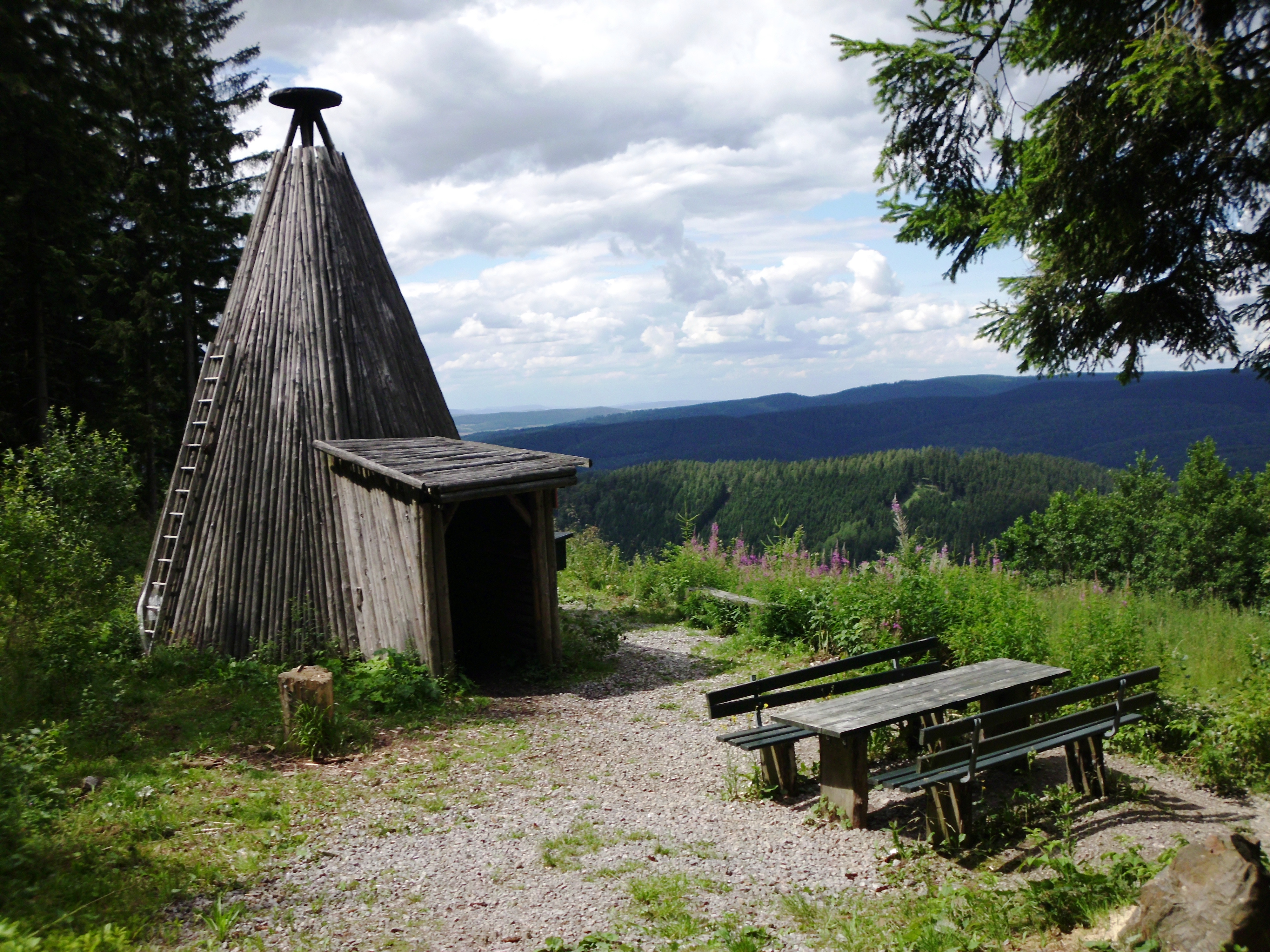
Köte und Rastplatz am Schindelkopf

Köte oder Köthe ist der im deutschen Mittelgebirge Harz verwendete Begriff für eine Holzhütte, die vom jeweiligen Köhler bewohnt wurde, um den unweit davon befindlichen Kohlenmeiler zu bedienen und zu beaufsichtigen.
Die Köhler stellten die für die Verhüttung von Erzen benötigte Holzkohle her.
Köten finden heute Verwendung im Tourismus als Schutzhütten für Wanderer.

## Beispiele
Kötennachbauten gibt es im Harz beispielsweise an diesen Stellen:
- Köte am Heidenstieg (⊙), im Schulenberger Wald nordwestlich oberhalb von Schulenberg im Oberharz zwischen Großem (645,4 m) und Kleinem Wiesenberg (512,5 m ü. NHN) auf etwa 521 m[2] Höhe am Heidenstieg; als Nr. 124[2] in das System der Stempelstellen der Harzer Wandernadel einbezogen
- Köte am Schindelkopf (⊙), im Osteroder Stadtwald östlich von Osterode am Harz auf dem Nordwesthang des Schindelkopfs (ca. 629 m ü. NHN) auf etwa 570 m[3] Höhe am Nassen Weg; als Nr. 143[3] in das System der Stempelstellen der Harzer Wandernadel einbezogen

## Bilder

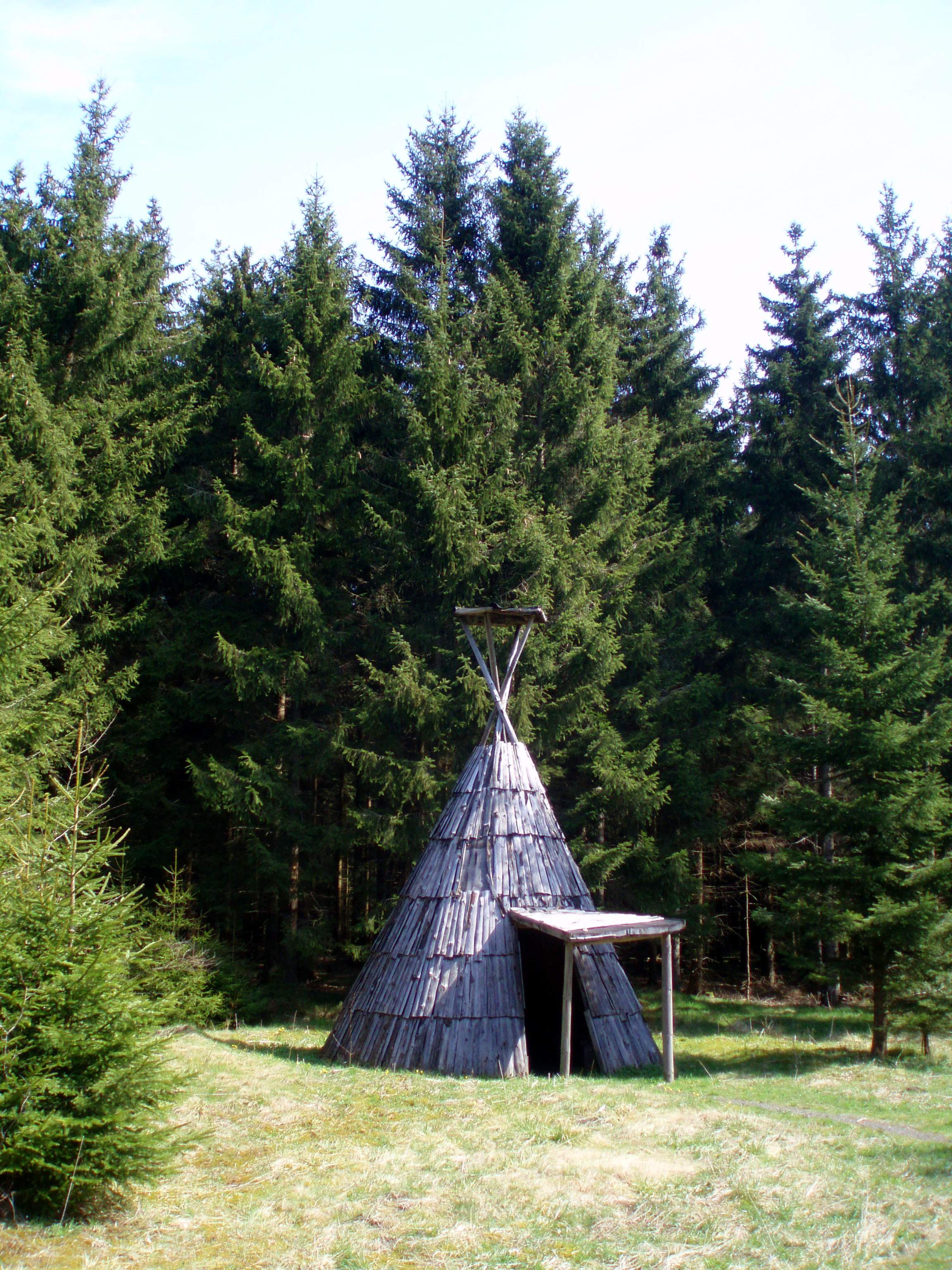
Typische Köte im Harz
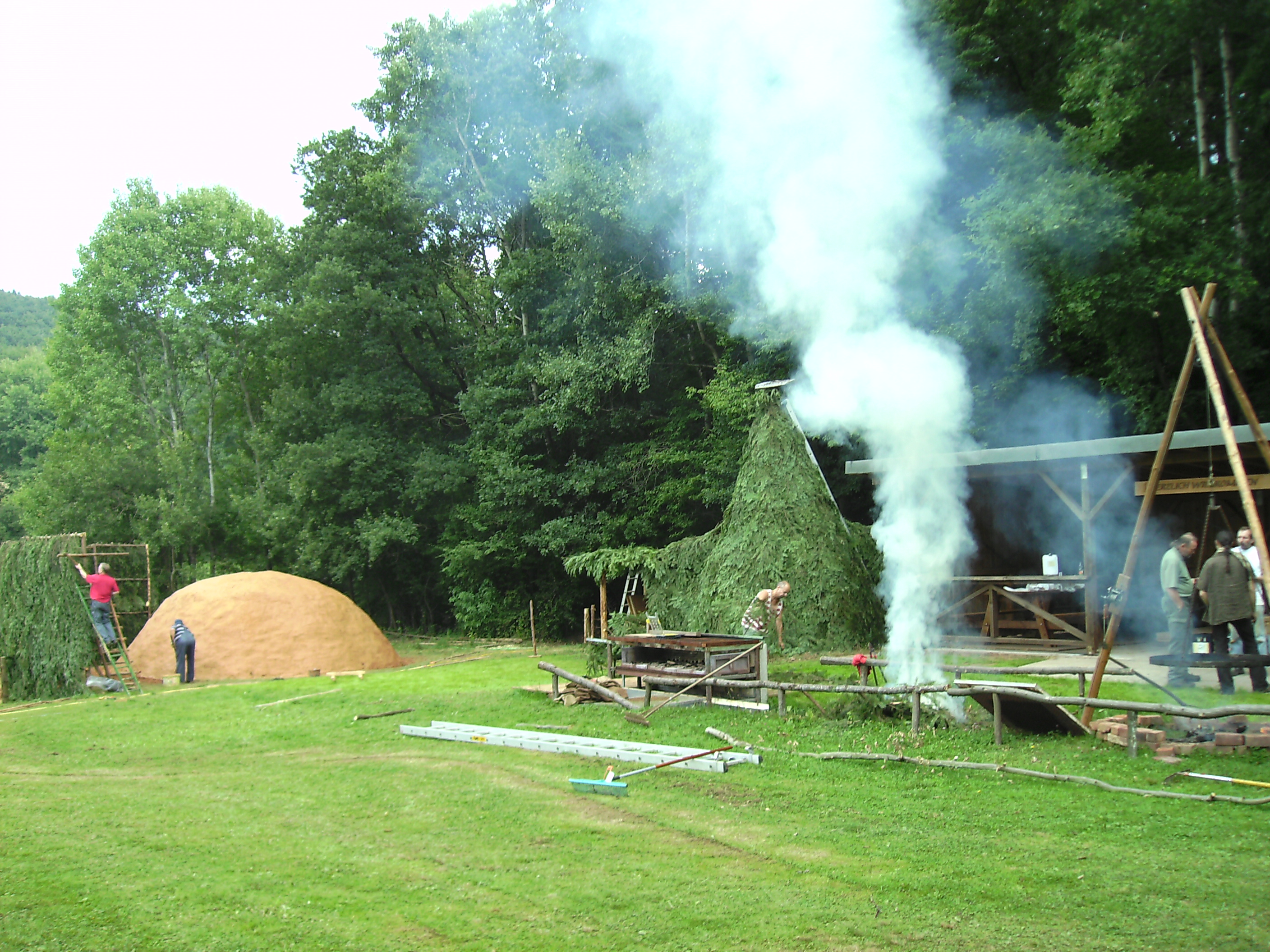
Fertiger Meiler mit Windfang, Köhlerhütte und Feuerstelle